# Partito Ba'th Socialista Arabo (Libano)
Il Partito Ba'th Socialista Arabo conosciuto anche come Partito Ba'th Socialista Arabo in Libano in (arabo: حزب البعث العربي الاشتراكي في لبنان, Hizb Al-Ba'ath Al-Arabi Al-Ishtiraki fi Lubnan) e ufficialmente come Branca regionale libanese, è un partito politico attualmente attivo in Libano. È la branca regionale del Partito Ba'th Socialista Arabo con sede a Damasco. Fayez Shukr è leader del partito sin dal 2005 quando è succeduto a Sayf al-Din Ghazi.
La branca libanese del Partito Ba'th unificato era nata nel 1949-'50. Assem Qanso è stato il più duraturo segretario del partito; dal 1971 al 1989 e di nuovo dal 2000 al 2005. durante la guerra civile in Libano, il partito aveva una sua milizia, denominata "Battaglione Assad". Il partito si è unito alle forze del Partito Socialista Progressista di Kamal Jumblatt nell'organizzare il Movimento Nazionale Libanese, nel cercare di abolire il sistema confessionale in Libano. Il Movimento Nazionale Libanese è stato in seguito succeduto dal Fronte di Resistenza Nazionale Libanese in cui il Ba'th è entrato a far parte. Il partito ha organizzato la resistenza alle forze israeliane in Libano. Nel luglio del 1987 ha partecipato alla costituzione di un altro fronte denominato Fronte d'Unificazione e Liberazione.
Nelle elezioni parlamentari in Libano del 2009, il partito ha vinto due seggi all'interno dell'Alleanza dell'8 marzo. I due parlamentari del partito erano Assem Qanso e Qassem Hashem.
Il Partito Ba'th libanese è stato anche impegnato militarmente nella guerra civile siriana, dove ha inviato sue forze paramilitari ad aiutare il regime di Bashar al-Assad contro le forze d'opposizione siriane. Un contingente, composto da 400 militanti ha preso parte all'offensiva di Dara'a nel giugno del 2017. Il suo comandante, Hussein Ali Rabiha proveniente da Nabatiye, è stato ucciso durante un'operazione.

## Leader del partito
- Mahmoud Baydoun (1966-1969)
- Magali Nasrawin (1969-1971)
- Assem Qanso (1971-1989)
- Abdullah al-Amin (1989-1993)
- Abdallah Chahal (1993-1996)
- Sayf al-Din Ghazi (1996-2000)
- Assem Qanso (2000-2005)
- Sayf al-Din Ghazi (2005-2006)
- Fayez Shukr (2006-oggi)